# İzmir Halkapınar Spor Salonu
L'İzmir Halkapınar Spor Halonu és un pavelló esportiu localitzat al barri de Halkapınar a Esmirna, Turquia. Té una capacitat de 10.000 espectadors.

## Història
La construcció va començar el desembre de 2004, i es va inaugurar el juny de 2005. S'hi organitzen competicions de gimnàstica, bàsquet, voleibol i esgrima. Va acollir el Campionat del Món d'esgrima de 2006 i els partits d'Esmirna del Campionat del Món de bàsquet 2010.